# Ljubiša Spajić
Ljubiša Spajić (in serbo Љубиша Спајић?; Belgrado, 7 marzo 1926 – Belgrado, 28 marzo 2004) è stato un calciatore e allenatore di calcio jugoslavo.

## Carriera

### Club
Debutta da professionista nel 1946 con Stella Rossa di Belgrado, ma dopo una sola stagione viene dirottato al Budućnost Titograd, dove rimane per due stagioni, prima di ritornare a Belgrado, ma nelle file del BSK di Belgrado.
Dopo quattro anni, a metà della stagione 1952-1953 ritorna alla Stella Rossa, con cui vince cinque campionati della RSF di Jugoslavia, e due Coppe di Jugoslavia, e una Coppa Mitropa, prima di ritirarsi nel 1960.

### Nazionale
Con la Nazionale jugoslava vanta 15 presenze e la partecipazione alle Olimpiadi del 1956, competizione in cui vinse la medaglia d'argento, a cui si aggiunge la partecipazione ai Mondiali del 1954.

## Allenatore
Appese le scarpette al chiedo divenne nel 1962 commissario tecnico della nazionale turca.
Sempre in Turchia fu poi allenatore del Beşiktaş, con cui vinse due campionati turchi e una Coppa del Presidente.
Fu poi per due periodi allenatori della squadra greca dell'Iraklis.

## Palmarès

### Giocatore

#### Club

##### Competizioni nazionali
- Campionato jugoslavo: 5

Stella Rossa: 1952-1953, 1955-1956, 1956-1957, 1958-1959, 1959-1960
- Coppa di Jugoslavia: 2

Stella Rossa: 1957-1958, 1958-1959

##### Competizioni internazionali
- Coppa Mitropa: 1

Stella Rossa: 1958

#### Nazionale
- Argento olimpico: 1

Melbourne 1956

### Allenatore
- Campionato turco: 2

Beşiktaş: 1965-1966, 1966-1967
- Coppa del Presidente: 1

Beşiktaş: 1967